# حمام ترمذ
حمام ترمذ مربوط به دوره قاجار است و در شهرستان اراک، بخش مرکزی، دهستان مشهد میقان، روستای ترمذ واقع شده و این اثر در تاریخ ۲۸ اسفند ۱۳۸۵ با شمارهٔ ثبت ۱۹۰۲۹ به‌عنوان یکی از آثار ملی ایران به ثبت رسیده است.